# Copa Palestina de Naciones
La Copa Palestina de Naciones (en árabe: كأس فلسطين‎, romanizado: Kaʾs Filasṭīn) fue un torneo de fútbol entre selecciones nacionales del mundo árabe que se realizó en los años 1970 como reemplazo de la Copa de Naciones Árabe que fue suspendida en 1966.

## Historia
La copa de facto fue creada en 1972 por iniciativa de Said al-Sabeh, presidente de la Corte Suprema de Palestina con el fin de organizar un campeonato que reuniera a las naciones árabes para que éstas dieran su apoyo al nacionalismo palestino.
El torneo fue una alternativa a la cancelación de la Copa de Naciones Árabe que fue suspendido en su tercera edición y fue elegida Irak como la sede de la primera edición en la cual participaron ocho naciones.
El torneo solo contó con tres ediciones luego de que la Copa de Naciones Árabe fuera restaurada en 1982, por lo que el torneo fue modificado para selecciones menores y pasó a ser la Copa de Naciones Juveniles de Palestina.

## Palmarés
| Año          | Sede           | Campeón   | Final Resultado | Subcampeón | Tercer lugar | Resultado   | Cuarto lugar |
| ------------ | -------------- | --------- | --------------- | ---------- | ------------ | ----------- | ------------ |
| 1972 Detalle | Irak           | Egipto    | 3–1             | Irak       | Argelia      | 3–1         | Siria        |
| 1973 Detalle | Libia          | Túnez     | 4–0             | Siria      | Argelia      | 0–0 (3–0 p) | Irak         |
| 1975 Detalle | Túnez          | Egipto    | 1–0 (t.e.)      | Irak       | Sudán        | 1–0         | Siria        |
| 1977         | Arabia Saudita | Cancelado | Cancelado       | Cancelado  | Cancelado    | Cancelado   | Cancelado    |

## Títulos por País
En cursiva, los años en que el equipo logró dicha posición como local.
| Equipo  | Campeón        | Subcampeón     | Tercer lugar   | Cuarto lugar   |
| ------- | -------------- | -------------- | -------------- | -------------- |
| Egipto  | 2 (1972, 1975) |                |                |                |
| Túnez   | 1 (1973)       |                |                |                |
| Irak    |                | 2 (1972, 1975) |                | 1 (1973)       |
| Siria   |                | 1 (1973)       |                | 2 (1972, 1975) |
| Argelia |                |                | 2 (1972, 1973) |                |
| Sudán   |                |                | 1 (1975)       |                |

## Clasificación general
| Pos. | Equipo                            | Parts. | PJ | PG | PE | PP | GF | GC | DG  | Pts. |
| ---- | --------------------------------- | ------ | -- | -- | -- | -- | -- | -- | --- | ---- |
| 1    | Egipto                            | 3      | 13 | 9  | 2  | 2  | 29 | 10 | +19 | 29   |
| 2    | Siria                             | 3      | 16 | 9  | 1  | 6  | 31 | 28 | +3  | 28   |
| 3    | Irak                              | 3      | 15 | 7  | 5  | 3  | 25 | 10 | +15 | 26   |
| 4    | Argelia                           | 2      | 12 | 7  | 3  | 2  | 32 | 7  | +25 | 24   |
| 5    | Túnez                             | 2      | 8  | 7  | 1  | 0  | 23 | 4  | +19 | 22   |
| 6    | Sudán                             | 1      | 4  | 2  | 1  | 1  | 3  | 3  | 0   | 7    |
| 7    | Palestina                         | 3      | 10 | 2  | 1  | 7  | 13 | 24 | -11 | 7    |
| 8    | Yemen del Sur                     | 2      | 8  | 2  | 1  | 5  | 6  | 34 | -28 | 7    |
| 9    | Libia                             | 3      | 9  | 1  | 3  | 5  | 17 | 15 | +2  | 6    |
| 10   | Kuwait                            | 1      | 3  | 1  | 0  | 2  | 4  | 7  | -3  | 3    |
| 11   | Yemen (incluye a Yemen del Norte) | 2      | 6  | 1  | 0  | 5  | 3  | 20 | -17 | 3    |
| 12   | Emiratos Árabes Unidos            | 2      | 6  | 0  | 2  | 4  | 3  | 15 | -12 | 2    |
| 13   | Arabia Saudita                    | 1      | 2  | 0  | 0  | 2  | 1  | 3  | -2  | 0    |
| 14   | Catar                             | 1      | 4  | 0  | 0  | 4  | 5  | 15 | -10 | 0    |

## Mayores goleadas
| Selección | Resultado | Selección              | Edición                         |
| --------- | --------- | ---------------------- | ------------------------------- |
| Argelia   | 15-1      | Yemen del Sur          | Copa Palestina de Naciones 1973 |
| Libia     | 10-0      | Yemen del Sur          | Copa Palestina de Naciones 1973 |
| Siria     | 7-1       | Yemen del Norte        | Copa Palestina de Naciones 1973 |
| Palestina | 7-1       | Catar                  | Copa Palestina de Naciones 1972 |
| Egipto    | 5-0       | Yemen del Sur          | Copa Palestina de Naciones 1975 |
| Irak      | 5-0       | Emiratos Árabes Unidos | Copa Palestina de Naciones 1975 |
| Egipto    | 6-1       | Yemen del Norte        | Copa Palestina de Naciones 1973 |